# سندرم پارکینسون پلاس
|  |

سندرم‌های پارکینسون پلاس (به انگلیسی: Parkinson-plus syndrome) و به اختصار PPS، گروهی از بیماری‌های زوال‌دهنده عصبی هستند که ویژگی‌های کلاسیک بیماری پارکینسون (لرزش، سفتی، آکینزی/برادی‌کینزی و اختلال تعادل) را با ویژگی‌های اضافی که آن‌ها را از بیماری پارکینسون ایدیوپاتیک ساده (PD) متمایز می‌کند، نشان می‌دهند. سندرم پارکینسون پلاس یا به صورت ژنتیکی به ارث می‌رسد یا به صورت تک‌گیر رخ می‌دهد.
پارکینسونیسم آتیپیک و سایر سندرم‌های پارکینسون پلاس اغلب به سختی از پاکنیسون معمولی متمایز می‌شوند و شامل آتروفی سیستم چندگانه (MSA)، فلج فوق هسته‌ای پیشرونده (PSP) و زوال‌عصبی کورتیکوبازال (CBD) هستند. زوال‌عقل با اجسام لویی (DLB)، ممکن است بخشی از طیف پارکینسون به حساب آید، اما به‌طور فزاینده‌ای به عنوان دومین نوع شایع زوال عقل عصبی پس از بیماری آلزایمر شناخته می‌شود. این اختلالات در حال حاضر به دو گروه سینوکلئینوپاتی‌ها و تائوپاتی‌ها تقسیم می‌شوند. بیماری‌های مرتبط با اجسام لویی ممکن است با سایر نشانه‌های آسیب شناختی این سندرم همبود باشند.
سندرم‌های پارکینسون پلاس غیر معمول شامل بیماری پیک و آتروفی اولیووپونتوسربلار است. آنتروفی اولیوو با آتاکسی و دیزآرتری مشخص می‌شود و ممکن است به عنوان یک اختلال ارثی یا به عنوان یک نوع آتروفی سیستم چندگانه ایجاد شود. MSA همچنین با نارسایی اتونومیک قابل تشخیص است که قبلاً با عنوان «سندرم شای-دراگر» نامیده می‌شد.

## معرفی
ویژگی‌های بالینی که سندرم پارکینسون پلاس را از پاکینسون معمولی متمایز می‌کند شامل لرزش‌های متقارن هنگام حرکت، لرزش‌های نامنظم در زمان‌های استراحت و کاهش پاسخ به داروهای دوپامینرژیک (از جمله لوودوپا) است. ویژگی‌های اضافی نیز برادی‌کینزی، بی‌ثباتی وضعیتی با شروع زودرس (در سنین پایین‌تر از پارکینسون)، افزایش سفتی در عضلات محوری، دیس‌اتونومی، سندرم اندام بیگانه، فلج فوق هسته‌ای، آپراکسی، اختلالات مخچهای از جمله سلول‌های هرمی و در برخی موارد اختلال در توجه هستند.

## تشخیص
تشخیص دقیق سندرم‌های پارکینسون پلاس تنها با استفاده از معیارهای تشخیصی دقیق صورت می‌گیرد. از آنجایی که تشخیص این سندرم‌ها به صورت فردی دشوار بوده، پیش‌آگهی بیماری اغلب نامطلوب است. تشخیص صحیح این اختلالات عصبی مهم بوده و درمان‌های فردی بسته به شرایط متفاوت است. روش مقطع‌نگاری رایانه‌ای تک‌فوتونی (SPECT) در پزشکی هسته ای با استفاده از ایدوبنزامید123 (IBZM)، یک ابزار مؤثر در تشخیص افتراقی بین بیماران مبتلا به پارکینسون معمول و پارکینسون پلاس به‌شمار می‌رود.

## مدیریت
سندرم‌های پارکینسون پلاس معمولاً پیشروی سریعی دارد و کمتر به داروهای ضد پارکینسون پاسخ می‌دهند. با این حال، ویژگی‌های اضافی (پلاس) بیماری ممکن است به کمک داروهایی که معمولاً در درمان پارکینسون معمول استفاده نمی‌شوند قابل مدیریت باشند. روش مدیریت فعلی برای سندرم‌های پارکینسون پلاس حول یک رویکرد چند رشته‌ای در بهبود علائم بیماری متمرکز است.